# Ramban
Ramban (nep. रानबन) – gaun wikas samiti w środkowej części Nepalu  w strefie Dźanakpur w dystrykcie Sarlahi. Według nepalskiego spisu powszechnego z 2001 roku liczył on 793 gospodarstw domowych i 4369 mieszkańców (2082 kobiet i 2287 mężczyzn).